# Бейлівілл (Мен)
Бейлівілл (англ. Baileyville) — місто (англ. town) в США, в окрузі Вашингтон штату Мен. Населення — 1318 осіб (2020).

## Демографія
Згідно з переписом 2010 року, у місті мешкала 1521 особа в 662 домогосподарствах у складі 444 родин. Було 875 помешкань
Расовий склад населення:
| - 95,7 % — білих - 0,8 % — корінних американців - 0,7 % — чорних або афроамериканців - 0,7 % — азіатів - 0,1 % — вихідців з тихоокеанських островів |

До двох чи більше рас належало 1,9 %. Частка іспаномовних становила 0,7 % від усіх жителів.
За віковим діапазоном населення розподілялося таким чином: 21,2 % — особи молодші 18 років, 58,8 % — особи у віці 18—64 років, 20,0 % — особи у віці 65 років та старші. Медіана віку мешканця становила 46,8 року. На 100 осіб жіночої статі у місті припадало 92,5 чоловіків;  на 100 жінок у віці від 18 років та старших — 93,7 чоловіків також старших 18 років.
Середній дохід на одне домашнє господарство  становив 57 481 долар США (медіана — 44 726), а середній дохід на одну сім'ю — 68 310 доларів (медіана — 60 288). Медіана доходів становила 55 469 доларів для чоловіків та 35 234 долари для жінок. За межею бідності перебувало 17,5 % осіб, у тому числі 28,1 % дітей у віці до 18 років та 15,2 % осіб у віці 65 років та старших.
Цивільне працевлаштоване населення становило 585 осіб. Основні галузі зайнятості: освіта, охорона здоров'я та соціальна допомога — 29,4 %, виробництво — 19,1 %, публічна адміністрація — 11,5 %, мистецтво, розваги та відпочинок — 8,0 %.